# Route 62 (Islande)
Pour les articles homonymes, voir Route 62.
La Route 62 (Þjóðvegur 62) ou Barðastrandarvegur est une route islandaise qui dessert la commune de Patreksfjörður dans la région des Vestfirðir.

## Trajet
- Route 60
- -  vers Bjargtangar
- Patreksfjörður
  -  -  vers Bíldudalur